# 君のせい
『君のせい』（きみのせい）は、咲良色による日本のケータイ小説作品。

## 概要
2008年6月2日に、モバゲータウン（現・Mobage）内での総閲覧数が初めて1000万人を突破した作品で、書籍化希望目安箱により書籍化が決定した。
紀伊國屋書店週間単行本1位を獲得するなど、ベストセラーとなり、後に電子コミック、コミック単行本化もされた。また、TBSによるドラマが放送され、共にモバゲータウンでは初の快挙となる。
また、一部店舗では「君のせい」を購入すると「アバター付ビジュアルファンブック」が購入特典としてついていた他、TSUTAYAでは帯がTSUTAYA限定仕様となっている。
咲良色の作品「君の恋に心が揺れて」は、本作品の登場人物の市ノ瀬が主人公となっており、他の登場人物も登場している事から、「君のせい」のサイドストーリーとなっている。その為、漫画の第1巻には巻末特別番外編として「君の恋に心が揺れて」が収録されている。
「君のせい」が書籍として発売される際、テレビCMが制作された。その際、CMソングとして、「君のうた」が流れた。そのCMソングを歌ったのは、ニコニコ動画を拠点とし活動している歌手の社長である。
本作品のドラマ放送を受け、短編小説「君のもの」がモバゲータウン内にて公開された。

## あらすじ
その日、隆也と柚梨奈は合コンで、10年振りの再会をすることになる。隆也は柚梨奈に一目惚れした。柚梨奈に積極的に話しかけるが帰ってくるのは薄い返事。実は、隆也は昔、柚梨奈をイジめていた人物だったのだ。
隆也は、柚梨奈をイジめていた事など忘れていたが、柚梨奈は隆也に会った途端、10年前の出来事が甦っていたのだ。柚梨奈は一刻も早く、この場から逃げたくて、席を外そうとしたその時、柚梨奈は隆也から告白された。当然、柚梨奈は直ぐ断り、居酒屋から立ち去った。
しかし、柚梨奈への恋を諦めきれない隆也。二人に待ち受けられる運命とは？

## 登場人物
三上 柚梨奈
本作の主人公。小学4年生の時に些細な事からイジメに遭い、その後もエスカレートし不登校になったが、母の再婚も重なり、小学5年生の時に東京へ転校した。その際に大学生となった今でも親友であるアキと知り合った。
真田 隆也
小学生の時、柚梨奈をイジめていた張本人。10年後、合コンで柚梨奈に再会して一目惚れし、告白するがその時は振られる。合コンの際、柚梨奈が忘れた傘を届けようと大学へ行くが、その時に本人の口から自分がイジめていた事を知らされた。柚梨奈と出会ったことにより、それまでの女性に対する思いや軽率な行動を一変させる。
松尾
高校生の頃からの隆也の親友。
アキ
柚梨奈の親友。長い黒髪が特徴の少女。気が強いが柚梨奈の一番の理解者。
莉乃
隆也や松尾の行きつけのバー「Black Moon」で働く女性。隆也には特別な思い入れがある。並外れた美貌の持ち主だが、謎が多く、時には冷たい眼差しを向ける。
市ノ瀬
柚梨奈達が通う桜ヶ丘女子大学の心理学教授。ゼミを受講している女学生らと仲が良い。柚梨奈を特別視している節がある。
千尋

## 書誌情報
ソフトバンククリエイティブより発売。漫画の作画は茶谷あみ。
- 君のせい（上／下　単行本）：2008年9月17日 ISBN 978-4-7973-5020-3／ISBN 978-4-7973-5021-0
- 君のせい（第1巻　漫画）：2009年3月16日 ISBN 978-4-7973-5279-5

## テレビドラマ
『ケータイ恋愛小説 君のせい』（ケータイれんあいしょうせつ きみのせい）と題しTBS系で2009年5月4日、5月5日（2夜連続）の24:29 - 25:24に放送された単発テレビドラマ。

### キャスト
- 真田隆也：田中圭／桑代貴明（小学校時代）
- 三上柚梨奈：石橋菜津美／松尾瑠璃（小学校時代）
- 木下莉乃：工藤里紗
- 石井千尋：田島優成
- 倉本アキ：下宮里穂子
- 松尾慎之介：矢野竜司
- サラ：JYONGRI
- 古沢舞：福田萌
- マスター：ウルフルケイスケ
- 三上悠斗：横井裕貴
- 三上多恵子：宮田早苗
- 三上康弘：野々村真
- 市ノ瀬準：大浦龍宇一

ほか

### スタッフ
- 原作：咲良色
- 演出：吉田秋生
- 脚本：村上桃子
- プロデューサー：鈴木早苗（TBS）、志村彰（The icon）、芦谷譲（COM.QUEST）、増田悟司（COM.QUEST）
- 撮影協力：帝京大学、調布駅ほか
- 制作協力：COM.QUEST
- 制作著作：TBS、The icon

### 楽曲
主題歌
- 鶴 「桜」（ワーナーミュージック・ジャパン）

挿入歌
- JYONGRI 「Maybe Someday」（EMIミュージック・ジャパン）

### ネット局
| 放送対象地域   | 放送局                     | 放送日                 | 放送時間            |
| -------------- | -------------------------- | ---------------------- | ------------------- |
| 関東広域圏     | TBSテレビ（TBS）【制作局】 | 2009年5月4日・5月5日   | 24時29分 - 25時24分 |
| 中京広域圏     | 中部日本放送（CBC）        | 2009年5月4日・5月5日   | 24時29分 - 25時24分 |
| 岡山県・香川県 | 山陽放送（RSK）            | 2009年5月4日・5月5日   | 24時29分 - 25時24分 |
| 沖縄県         | 琉球放送（RBC）            | 2009年5月4日・5月5日   | 24時29分 - 25時24分 |
| 近畿広域圏     | 毎日放送（MBS）            | 2009年5月12日・5月19日 | 25時25分 - 26時20分 |